# Ierland op het Eurovisiesongfestival 1984
Ierland nam deel aan het Eurovisiesongfestival 1984 in Luxemburg, Luxemburg.
Het was de 18de deelname van Ierland aan het festival.
De nationale omroep RTE was verantwoordelijk voor de bijdrage van Ierland voor 1984.

## Selectieprocedure
De Ierse Nationale finale werd gehouden op 31 maart 1984 en werd uitgezonden door de RTÉ en werd gepresenteerd door Gay Byrne.
Acht acts deden mee in de finale en de winnaar werd gekozen door 8 regionale jury's.

| Volgorde | Artiest            | Lied                                  | Punten | Plaats |
| -------- | ------------------ | ------------------------------------- | ------ | ------ |
| 1        | Girl Talk          | "Problems"                            | 0      | 6=     |
| 2        | Robert Strong      | "The Show Is Over"                    | 0      | 6=     |
| 3        | Flo McSweeney      | "This Is for You"                     | 16     | 2      |
| 4        | Thomas McParland   | "April Won't Be Here 'Till September" | 3      | 5      |
| 5        | Linda Martin       | "Terminal 3"                          | 18     | 1      |
| 6        | Aileen Pringle     | "Don't Take My Dreams Away"           | 0      | 6=     |
| 7        | Charlie McGettigan | "Bee Bop Delight"                     | 14     | 3      |
| 8        | Sheeba             | "My Love and You"                     | 13     | 4      |

## In Luxemburg
In Luxemburg moest Ierland aantreden als 9de voor Denemarken en na België.
Op het einde van de puntentelling bleek dat Ierland 2de was geworden met een totaal van 137 punten, slechts 8 punten verwijderd van de overwinning.
Men ontving in totaal 4 keer het maximum van de punten.
Nederland en België hadden respectievelijk 7 en 12 punten over voor deze inzending.

### Gekregen punten

#### Finale
| 12 punten                                | 10 punten                                            | 8 punten                 | 7 punten              | 6 punten |
| ---------------------------------------- | ---------------------------------------------------- | ------------------------ | --------------------- | -------- |
| - België - Italië - Zweden - Zwitserland | - Cyprus - Duitsland - Oostenrijk - Spanje - Turkije | - Verenigd Koninkrijk    | - Finland - Nederland |          |
| 5 punten                                 | 4 punten                                             | 3 punten                 | 2 punten              | 1 punt   |
| - Luxemburg                              | - Noorwegen                                          | - Denemarken - Frankrijk | - Portugal            |          |

### Punten gegeven door Ierland

#### Finale
Punten gegeven in de finale:
| 12 punten | Zweden              |
| 10 punten | Denemarken          |
| 8 punten  | Verenigd Koninkrijk |
| 7 punten  | Spanje              |
| 6 punten  | Nederland           |
| 5 punten  | Luxemburg           |
| 4 punten  | Cyprus              |
| 3 punten  | Noorwegen           |
| 2 punten  | Turkije             |
| 1 punt    | Oostenrijk          |

1965 · 1966 · 1967 · 1968 · 1969 · 1970 · 1971 · 1972 · 1973 · 1974 · 1975 · 1976 · 1977 · 1978 · 1979 · 1980 · 1981 · 1982 · 1983 · 1984 · 1985 · 1986 · 1987 · 1988 · 1989 · 1990 · 1991 · 1992 · 1993 · 1994 · 1995 · 1996 · 1997 · 1998 · 1999 · 2000 · 2001 · 2002 · 2003 · 2004 · 2005 · 2006 · 2007 · 2008 · 2009 · 2010 · 2011 · 2012 · 2013 · 2014 · 2015 · 2016 · 2017 · 2018 · 2019 · 2020 · 2021 · 2022 · 2023 · 2024 · 2025